# 레드 선 (영화)
레드 선(Soleil Rouge, Red Sun)은 프랑스에서 제작된 테렌스 영 감독의 1971년 액션 영화이다. 찰스 브론슨 등이 주연으로 출연하였고 로버트 돌프먼 등이 제작에 참여하였다.

## 출연

### 주연
- 찰스 브론슨
- 알랭 들롱

### 조연
- 우슬라 안드레스
- 캐푸시느
- 미후네 도시로
- 베나베 바타 베리

## 제작진
- 미술: 엔리크 알라르콘
- 의상: 토니 푸에오